# سفيتلانا بانكراتوفا
سفيتلانا بانكراتوفا (بالإنجليزية: Svetlana Pankratova)‏ (مولد في يوم 29 أغسطس 1971) في مدينة فولغوغراد في روسيا ووفقا لموسوعة جينيس بان ساقي سفيتلانا، تعتبر أطول ساقين في العالم حيث لا تعتبر بأنها أطول امرأة في العالم.
ظهرت في ميدان ترافالغار في لندن في 16 سبتمبر 2008 مع هي بينغ بينغ، ثم أصغر رجل في العالم (قبل وفاته في مارس 2010).

## الروابط الخارجية
- أصغر رجل وأطول ساقين في موسوعة جينيس